# مقاطعة دماوند
مقاطعة دماوند (بالفارسية: شهرستان دماوند) هي مقاطعة تقع في إيران في طهران. يقدر عدد سكانها بـ 96,860 نسمة وترتفع عن سطح البحر 2,000 متر.